# 佐久間信仍
佐久間 信仍（さくま のぶより）は、江戸時代中期の旗本。
享保5年（1720年）5月23日、義兄・佐久間信詮の家督相続時に上野国邑楽郡（おおら）、山田郡において400石の分知を受け、小普請となった。
寛保2年（1742年）4月16日、書院番に列せられた。
寛延4年（1751年）4月4日死去。享年61。